# Bosque mixto de Panonia
El bosque mixto de Panonia es una ecorregión de la ecozona paleártica, definida por WWF, que se extiende por el sureste de Europa Central; cubre la totalidad de Hungría, así como el sur y oeste de Eslovaquia, el extremo suroeste de Ucrania, el oeste de Rumania, el tercio norte de Serbia, el norte de Bosnia y Herzegovina, el interior de Croacia, el centro, este y sureste de Eslovenia, el este de Austria y el sureste de la República Checa.

## Descripción
Es una ecorregión de bosque templado de frondosas que ocupa 306.900 kilómetros cuadrados en la llanura panónica, rodeada por los Cárpatos, los Alpes y los Alpes Dináricos.
Existen varios humedales importantes, como el lago Neusiedl, entre Austria y Hungría.

## Fauna
Entre los mamíferos destacan el conejo europeo (Oryctolagus cuniculus), el lobo (Canis lupus) y el visón europeo (Mustela lutreola), en peligro de extinción.
La avifauna es muy diversa.
Hay varios reptiles amenazados, como la víbora de Orsini (Vipera ursinii).

## Estado de conservación
En peligro crítico. La mayor parte de la ecorregión se ha transformado en terreno agrícola.
El turismo, la explotación insostenible, el desarrollo y la fragmentación del hábitat son las principales amenazas.